# Bonito (Mato Grosso do Sul)
Bonito, amtlich Município de Bonito, ist eine Stadt im Pantanal im brasilianischen Bundesstaat Mato Grosso do Sul.
Die Gemeinde hatte nach der Volkszählung 2010 19.789 Einwohner, die Bonitenser genannt werden. Sie steht nach Bevölkerungszahl an 30. Stelle der Gemeinden in Mato Grosso do Sul. Die Einwohnerzahl wurde nach der Schätzung des IBGE vom 1. Juli 2020 auf 22.190 Bewohner anwachsend berechnet. Die Fläche beträgt rund 5373 km²; die Bevölkerungsdichte liegt bei vier Personen pro km².
Die Stadt ist von großer Bedeutung für den Ökotourismus in Brasilien. Sie ist Ausgangspunkt für Fahrten in den Nationalpark Serra da Bodoquena. Bonito liegt mitten in der Region, die wegen des intensiven Blaus ihrer Gewässer Karibik des Mitte-Westens genannt wird.
Aufgrund des hohen Kalkgehalts des Bodens wird das Wasser der Flüsse sehr stark gefiltert. Deshalb gehören die Flüsse in der Gegend zu den klarsten der Welt. Eine ganze Reihe von Fisch- und Pflanzenarten haben sich an die kalkhaltige Umgebung angepasst, so dass es in den Flüssen von Leben wimmelt.
Die Regierung setzt auf Ökotourismus und begrenzt die Anzahl der Touristen, die in der Stadt erlaubt sind. Dadurch sollen der natürliche Zustand und die Schönheit der Landschaft erhalten bleiben.

## Geschichte
Der Flecken, der später das Zentrum der Gemeinde Bonito werden sollte, war ein Teil der Rincão Bonito Fazenda mit einer Fläche von etwa 27 km². Sie wurde von Mr. Euzébio Captain Luiz da Costa Leite Falcão 1869 erworben. Er gilt als der Gründer von Bonito und wurde auch ihr erster Notar.
Durch das Bundesgesetz Nummer 693 vom 11. Juni 1915 wurde der Distrikt Paz de Bonito mit einem Gebiet gegründet, das von der Gemeinde Miranda abgetrennt wurde, aber ihr administrativ untergeordnet blieb.
Am 21. September 1943 wurde es an den Distrikt Paz de Miranda angegliedert.
Ein weiteres Gesetz legte fest, dass es dem Bundesstaat Mato Grosso zugeordnet wurde.
Durch das Landesgesetz Nr. 145 wurde am 2. Oktober 1948 die Stadt Bonito gegründet.
1977 wurde die Stadt in den Bundesstaat Mato Grosso do Sul eingegliedert.

## Klima
Regenzeit ist vom Februar bis April. Viele Orte sind dann nur sehr schwer zu erreichen.

## Verkehr
Bonito verfügt über den 12 km von der Innenstadt entfernten Regionalflughafen Bonito (IATA-Flughafencode: BYO). Von ihm aus gibt es Linienflüge zum 280 km entfernten internationalen Flughafen von Campo Grande.
Von Campo Grande aus kann man Bonito in vier Stunden auch mit Bussen erreichen.
Über Landstraßen ist Bonito nordöstlich Richtung Aquidauana an die Bundesstraßen BR-262 und BR-419 angebunden, südöstlich über Jardim an die BR-060 und BR-267.

## Sehenswürdigkeiten
Bonito setzt auf Ökotourismus, nicht auf Massentourismus. Die Sehenswürdigkeiten werden durch geführte Touren zugänglich gemacht. Neben den Flüssen mit kristallklarem Wasser gibt es folgende sehenswerte Plätze:
- Abismo Anhumas: Eine 72 Meter tiefe Höhle mit einem 80 Meter tiefen, kristallklaren See, der die Größe eines Fußballfeldes hat. In ihm finden sich mit einer Höhe von 18 Metern einige der größten Unterwasserstalagmiten der Welt.[5]
- Rio da Prata (Silberfluss): Ein Fluss mit kristallklarem Wasser und vielen Fischen, wie zum Beispiel den Piraputanga.[6] Das Quellgebiet des Flusses ist umgeben von Wäldern mit dicken Lianen und mächtigen Wurzeln. Es gibt einen Quelltopf, in dem Grundwasser an die Oberfläche dringt. Der karstige Untergrund filtert das Wasser, wodurch es absolut kristallklar wird.[7]
- Circuito Arvorismo (Klettergarten): eine Baumwipfeltour durch einen Mahagoniwald in 10 bis 20 Metern Höhe.
- Gruta do Lago Azul (Höhle des Blauen Sees): Eine 20 Kilometer von Bonito entfernte, 1924 von Terena-Eingeborenen entdeckte Höhle, die mit einer Tiefe von 100 Metern und einem 90 Meter tiefen, blauen See eine der größten gefluteten Höhlen der Welt ist. Sie ist aus Kalkstein gebildet, es haben sich viele Stalaktiten und Stalagmiten gebildet. Die Höhle wurde 1978 zum historischen Wahrzeichen der Stadt erklärt.[8]

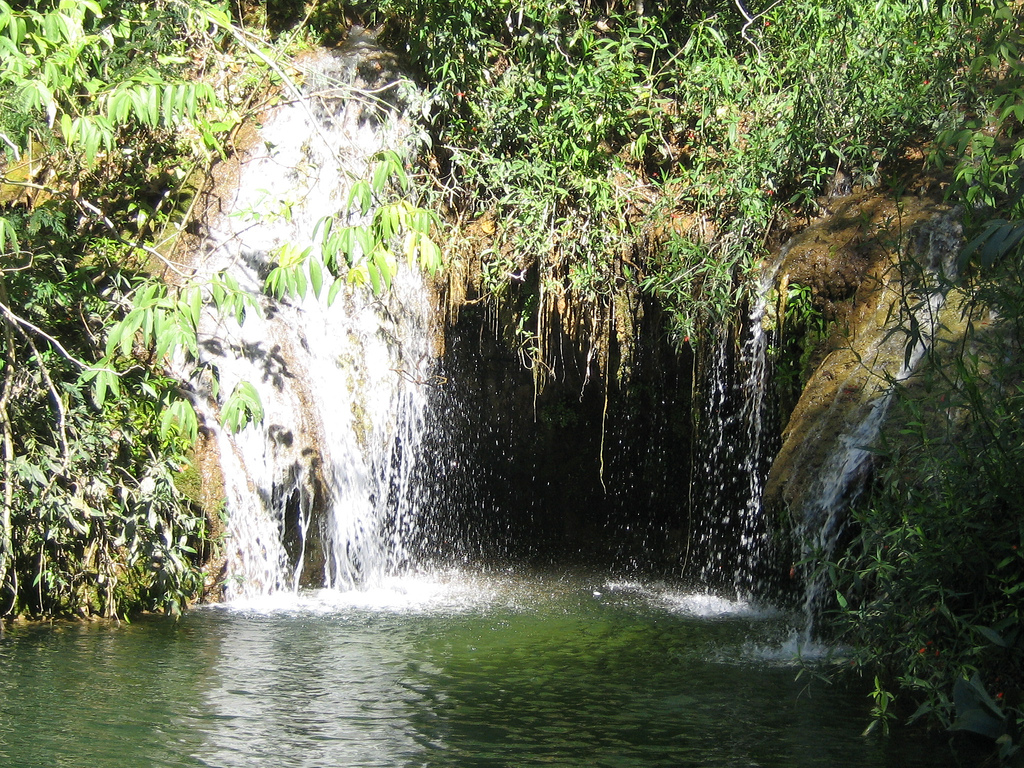
Wasserfall in Bonito bei der Estância Mimosa Ecoturismo
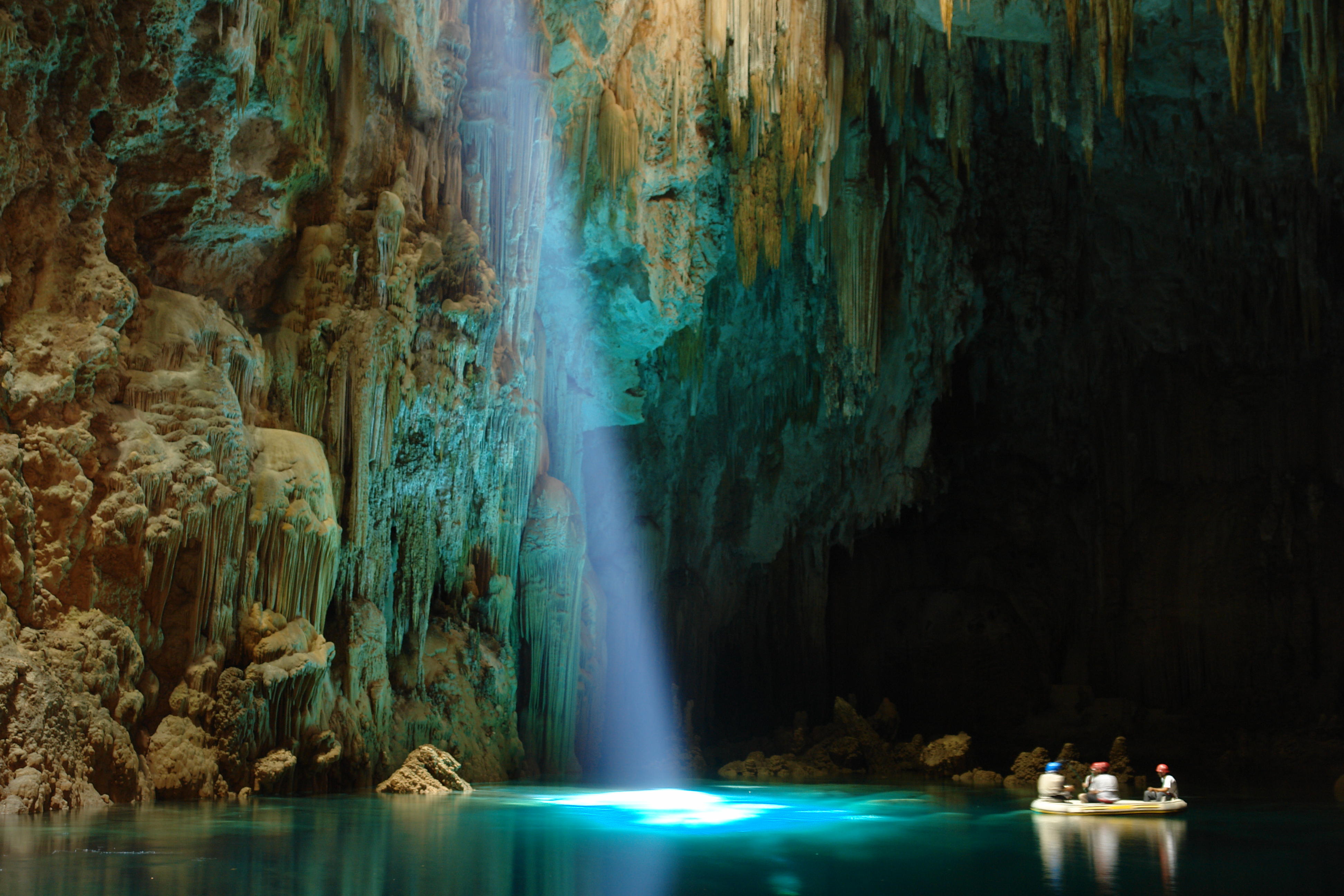
Abismo Anhumas in Bonito - MS
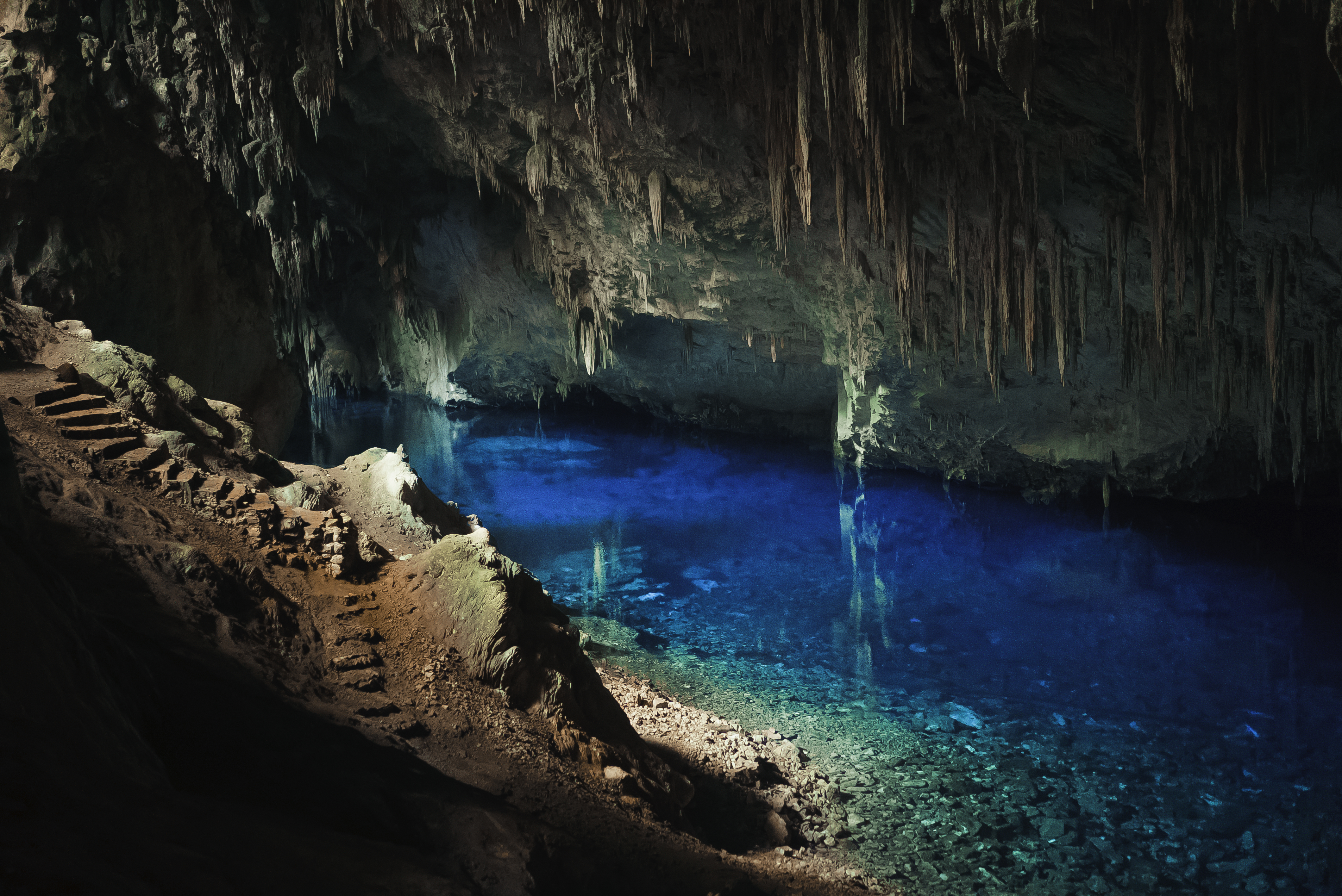
Der Blausee (Lago Azul) in Bonito
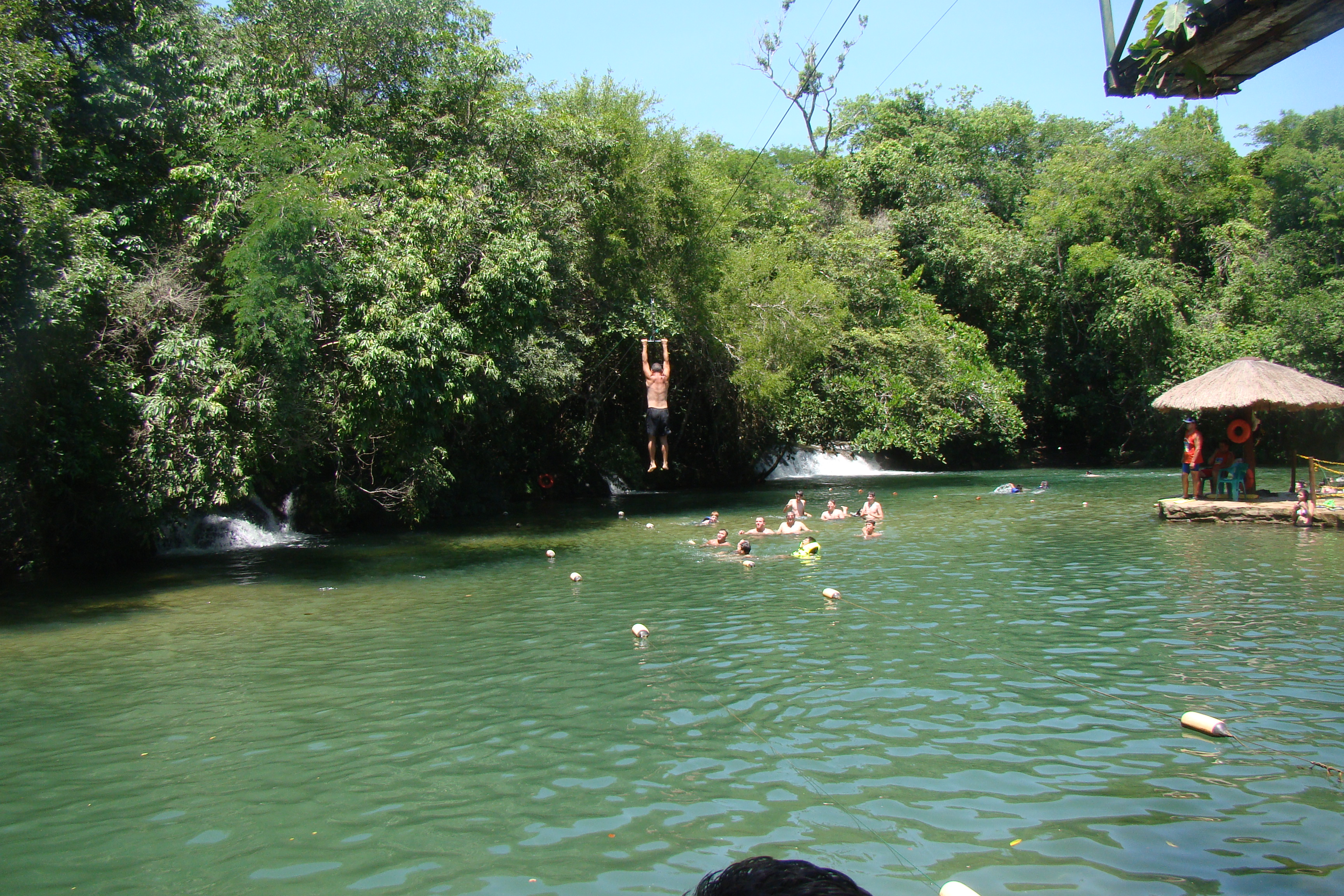
Im Balneário do Sol am Rio Formoso
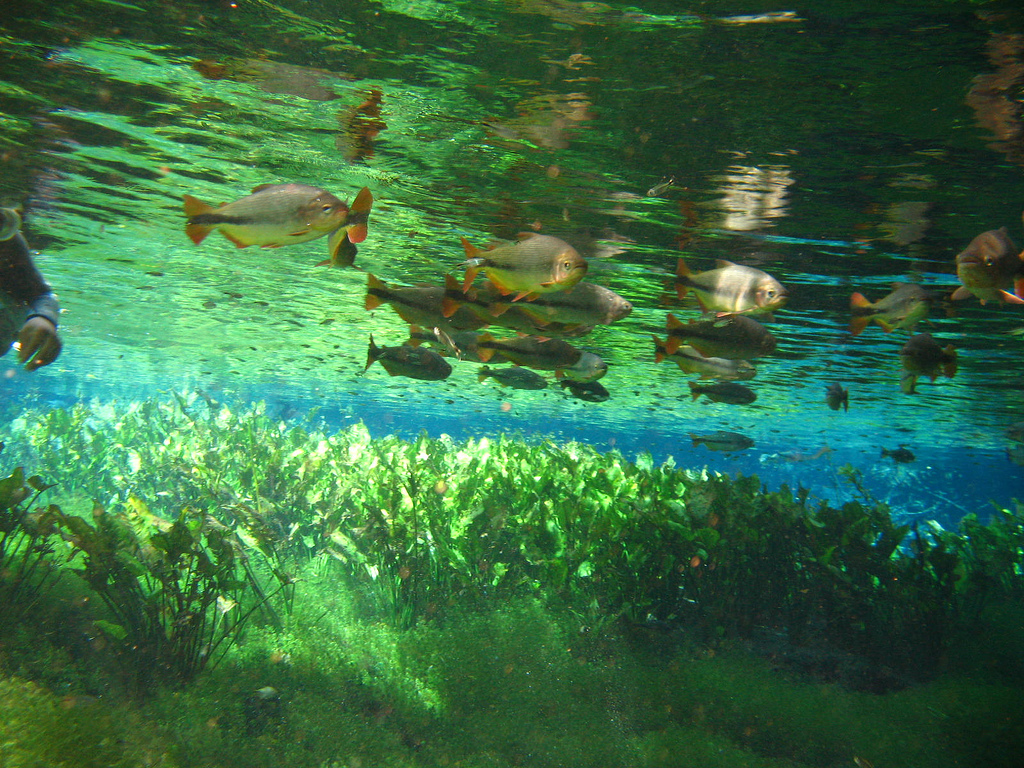
Schnorcheln (Flutuação)
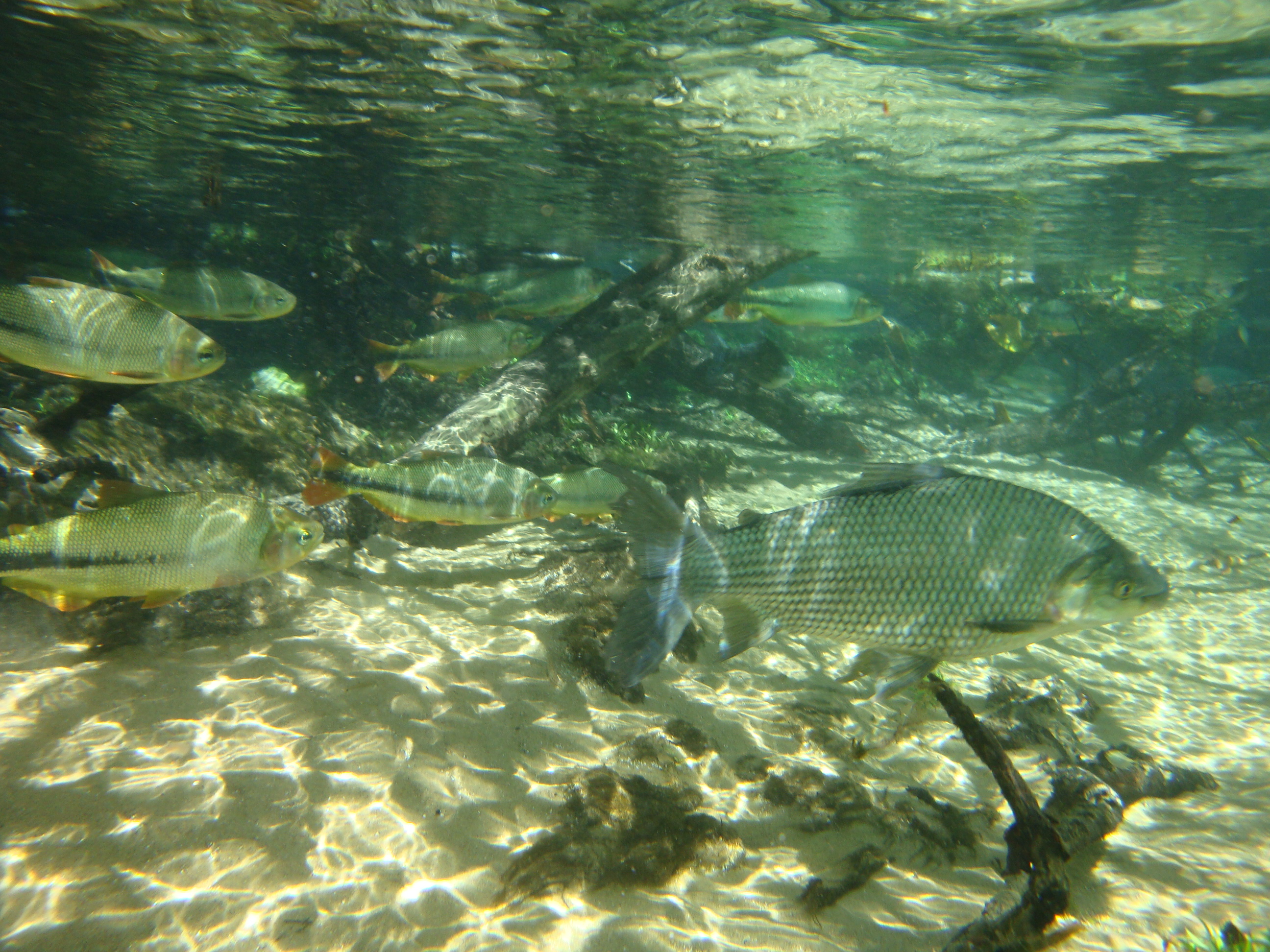
Schnorcheln im Rio da Prata